# Binnebergs församling
Binnebergs församling var en församling i Skara stift och i Skövde kommun. Församlingen uppgick 2002 i Frösve församling.

## Administrativ historik
Församlingen har medeltida ursprung. 
Församlingen var till 1962 annexförsamling i pastoratet Odensåker, Tidavad, Låstad och Binneberg.  Från 1962 till 2002 annexförsamling i pastoratet Väring, Locketorp, Horn, Frösve, Säter och Binneberg. Församlingen uppgick 2002 i Frösve församling.

## Kyrkor
- Binnebergs kyrka